# 박세환 (1957년)
박세환(1957년 2월 3일~)은 대한민국의 정치인이다. 제17대 국회의원을 지냈다.

## 역대 선거 결과
|  | 37.16% |

|  | 43.53% |